# Madison Davenport
Madison Danielle Davenport (San Antonio (Texas), 22 november 1996) is een Amerikaanse actrice, stemactrice en zangeres.

## Filmografie

### Films
Uitgezonderd korte films.
- 2021 Supercool - als Summer
- 2015 Sisters - als Haley
- 2015 A Light Beneath Their Feet - als Beth
- 2014 Noah – als Na'el
- 2012 The Possession – als Hannah
- 2010 Dad's Home – als Lindsay Westman
- 2010 Jack and the Beanstalk – als Destiny
- 2010 Amish Grace – als Mary Beth Graber
- 2009 The Attic Door – als Caroline
- 2008 Parasomnia – als jonge Laura Baxter
- 2008 Kit Kittredge: An American Girl – als Ruthie Smithens
- 2008 Humboldt County – als Charity
- 2008 Horton – als stem
- 2007 Christmas Is Here Again – als Sophiana (stem)
- 2007 While the Children Sleep – als Casey Eastman
- 2006 Over the Hedge – als Quillo (stem)
- 2005 Conversations with Other Women – als Brits meisje

### Televisieseries
Uitgezonderd eenmalige gastrollen.
- 2019 Reprisal - als Meredith - 10 afl.
- 2017 Sharp Objects - als Ashley Wheeler - 8 afl.
- 2014-2016 From Dusk Till Dawn – als Kate Fuller – 30 afl.
- 2014-2015 Muertoons - als Rubi - 6 afl.
- 2013 Save Me – als Emily Harper – 8 afl.
- 2011-2012 Shameless – als Ethel – 9 afl.
- 2009 Special Agent Oso – als Stacey (stem) – 2 afl.

### Computerspellen
- 2020 Kingdom Hearts: Melody of Memory - als naamloze ster
- 2019 Kingdom Hearts III - als naamloze ster
- 2018 Dissidia Final Fantasy NT - als Materia
- 2006 Over the Hedge - als Quillo

## Prijzen

### Annie Award
- 2008 in de categorie Beste Stemactrice in een Animatiefilm met de animatiefilm Christmas Is Here Again - genomineerd.

### Young Artist Award
- 2009 in de categorie Beste Optreden door een Cast in een Film met de film Kit Kittredge: An American Girl - gewonnen.

- Biblioteca Nacional de España: XX5571814
- International Standard Name Identifier: 0000 0001 0588 0121
- Library of Congress Control Number: no2010159424
- Virtual International Authority File: 158703906
- WorldCat: E39PBJk8XMKqjvvdRq6Q3BWbh3